# Skitjärnen (Junsele socken, Ångermanland)
Skitjärnen är en sjö i Sollefteå kommun i Ångermanland och ingår i Moälvens huvudavrinningsområde.